# Contea di Fürstenberg-Geisingen
La contea di Fürstenberg-Geisingen fu uno stato del medievale Sacro Romano Impero, situato a sud del Baden-Württemberg, in Germania. Originatasi dalla partizione del Fürstenberg-Fürstenberg, venne ereditata dal Fürstenberg-Baar nel 1483.

## Conti di Fürstenberg-Geisingen
- Giovanni VI (1441 - 1443)
- Egon VI (1443 - 1483)